# Iguala de la Independencia
Iguala de la Independencia (i vardagstal Iguala) är en stad i södra Mexiko och är belägen i delstaten Guerrero. Staden har 109 605 invånare (2007), med totalt 127 557 invånare (2007) i hela kommunen på en yta av 567 km². Stadens namn på  nahuatl är "Yohualtepec" med betydelse "plats omgiven av berg" på grund av dess läge i en dal med 9 berg runt om.